# NOT for SALE
『NOT for SALE』是2008年4月23日Lantis發售的單曲。是KISHOW和e-ZUKA的搖滾樂團GRANRODEO第七張單曲。

## 解説
- 「NOT for SALE」和「GAMBiT」分別是任天堂DS遊戲『DUEL LOVE 戀愛少女是勝利女神』的片頭曲和片尾曲。

## 收錄曲
1. NOT for SALE
  - 作詞：谷山紀章／作曲・編曲：飯塚昌明
2. GAMBiT
  - 作詞：谷山紀章／作曲・編曲：飯塚昌明
3. NOT for SALE (off vocal)
4. GAMBiT (off vocal)